# Meistriliiga (2010)
Meistriliiga 2010 była 20. edycją najwyższej klasy rozgrywkowej piłki nożnej w Estonii.
Brało w niej udział 10 drużyn, które w okresie od 9 marca do 6 listopada 2010 rozegrały 36 kolejek meczów. Obrońcą tytułu była Levadia Tallinn. Mistrzostwo po raz ósmy w historii zdobyła drużyna Flora Tallinn.

## Uczestniczące drużyny
| Uczestnicy poprzedniej edycji | Uczestnicy poprzedniej edycji | Uczestnicy poprzedniej edycji | Uczestnicy poprzedniej edycji |
| --- | ----------------------------- | ----------------------------- | ----------------------------- |
| LEV | Levadia Tallinn               | Tallinn                       | 1                             |
| SLK | JK Sillamäe Kalev             | Sillamäe                      | 2                             |
| NVA | JK Narva Trans                | Narwa                         | 3                             |
| FLO | Flora Tallinn                 | Tallinn                       | 4                             |
| NÕM | Nõmme Kalju                   | Tallinn                       | 5                             |
| VTU | Viljandi Tulevik              | Viljandi                      | 6                             |
| TMT | Tartu JK Tammeka              | Tartu                         | 7                             |
| KUR | FC Kuressaare                 | Kuressaare                    | 8                             |
| po barażach |                               |                               |                               |
| PAI | Paide Linnameeskond           | Paide                         | 9                             |
| Awans z Esiliigi |                               |                               |                               |
| LOT | Kohtla-Järve FC Lootus        | Kohtla-Järve                  | 2                             |
| Oznaczenia: - kolumna pierwsza – skróty nazw drużyn, - kolumna trzecia – siedziba klubu, - kolumna czwarta – miejsce zajęte w poprzednim sezonie. |                               |                               |                               |

## Tabela
| Lp. | Drużyna                 | M  | Z  | R | P  | B+  | B-  | +/– | Pkt | Kwalifikacja lub spadek                      |
| --- | ----------------------- | -- | -- | - | -- | --- | --- | --- | --- | -------------------------------------------- |
| 1   | Flora Tallinn (M, P)    | 36 | 29 | 4 | 3  | 104 | 32  | +72 | 91  | Liga Mistrzów UEFA • II runda kwalifikacyjna |
| 2   | Levadia Tallinn         | 36 | 26 | 8 | 2  | 100 | 16  | +84 | 86  | Liga Europy UEFA • II runda kwalifikacyjna   |
| 3   | Narva Trans             | 36 | 23 | 7 | 6  | 67  | 31  | +36 | 76  | Liga Europy UEFA • I runda kwalifikacyjna    |
| 4   | Nõmme Kalju             | 36 | 18 | 8 | 10 | 59  | 42  | +17 | 62  | Liga Europy UEFA • I runda kwalifikacyjna    |
| 5   | Sillamäe Kalev          | 36 | 18 | 5 | 13 | 79  | 52  | +27 | 59  |                                              |
| 6   | Tartu Tammeka           | 36 | 11 | 7 | 18 | 50  | 66  | −16 | 40  |                                              |
| 7   | Viljandi Tulevik        | 36 | 8  | 5 | 23 | 33  | 62  | −29 | 29  |                                              |
| 8   | Paide Linnameeskond     | 36 | 6  | 7 | 23 | 30  | 79  | −49 | 25  |                                              |
| 9   | Kuressaare (B, O)       | 36 | 7  | 3 | 26 | 32  | 93  | −61 | 24  | baraż o Meistriliiga                         |
| 10  | Kohtla-Järve Lootus (S) | 36 | 6  | 2 | 28 | 22  | 103 | −81 | 20  | spadek do Esiliiga                           |

## Wyniki
| Gospodarz \ Gość    | FLO | KAL | KUR | LEV | LOT | PAI | SIL | TAM | NAR | TUL | FLO | KAL | KUR | LEV | LOT | PAI | SIL | TAM | NAR | TUL |
| ------------------- | --- | --- | --- | --- | --- | --- | --- | --- | --- | --- | --- | --- | --- | --- | --- | --- | --- | --- | --- | --- |
| Flora Tallinn       |     | 1–0 | 4–0 | 2–1 | 2–1 | 2–1 | 4–2 | 3–2 | 1–1 | 1–1 |     | 3–0 | 6–0 | 2–0 | 5–0 | 6–2 | 3–0 | 6–3 | 4–0 | 1–0 |
| KAL                 | 1–2 |     | 2–1 | 0–3 | 1–0 | 1–1 | 2–1 | 1–1 | 0–1 | 1–0 | 3–3 |     | 1–0 | 1–5 | 2–0 | 0–0 | 0–2 | 3–1 | 0–2 | 3–0 |
| Kuressaare          | 1–2 | 1–2 |     | 0–7 | 1–2 | 1–0 | 0–4 | 2–3 | 0–1 | 3–2 | 0–2 | 1–5 |     | 0–4 | 0–1 | 2–3 | 2–2 | 3–2 | 1–4 | 4–2 |
| Levadia Tallinn     | 2–1 | 0–0 | 1–1 |     | 5–1 | 6–0 | 3–1 | 2–0 | 3–0 | 2–0 | 2–2 | 1–1 | 4–0 |     | 5–0 | 4–0 | 2–0 | 6–0 | 1–1 | 3–0 |
| Kohtla-Järve Lootus | 0–4 | 0–5 | 5–2 | 0–3 |     | 2–1 | 0–1 | 1–3 | 0–5 | 0–1 | 0–8 | 0–6 | 2–0 | 0–5 |     | 1–2 | 0–5 | 1–3 | 0–4 | 0–0 |
| Paide Linnameeskond | 0–2 | 0–3 | 1–2 | 0–4 | 1–0 |     | 0–1 | 1–3 | 0–4 | 2–0 | 1–4 | 0–1 | 3–0 | 1–4 | 1–1 |     | 1–8 | 3–4 | 1–1 | 1–1 |
| Sillamäe Kalev      | 1–2 | 2–2 | -:0 | 1–1 | 3–1 | 4–0 |     | 4–0 | 1–2 | 2–1 | 2–5 | 4–1 | 2–0 | 0–4 | 4–0 | 0–0 |     | 2–0 | 1–3 | 5–2 |
| Tartu Tammeka       | 0–1 | 2–3 | 2–0 | 0–0 | 1–0 | 0–0 | 1–4 |     | 1–2 | 2–0 | 2–1 | 0–1 | 0–2 | 0–0 | 5–1 | 1–2 | 2–3 |     | 0–1 | 2–2 |
| Narva Trans         | 1–0 | 2–2 | 3–0 | 1–2 | 0–1 | 4–1 | 2–2 | 0–0 |     | 2–0 | 1–2 | 1–0 | 5–1 | 0–3 | 4–1 | 0:- | 2–1 | 1–1 |     | 2–0 |
| Viljandi Tulevik    | 0–1 | 1–4 | 0–0 | 0–1 | 1–0 | 1–0 | 1–2 | 0–3 | 0–1 |     | 1–6 | 0–1 | 4–1 | 0–1 | 4–0 | 1–0 | 3–2 | 4–0 | 0–3 |     |

1. ↑  Mecz 13. kolejki (29.05) między Sillamäe Kalev a Kuressaare anulowano. Zwycięstwo przyznano Sillamäe, ponieważ Paide wystawiło nieuprawnionego zawodnika[3][4][5]. Mecz zakończył się wynikiem 0–6.
2. ↑  Mecz 34. kolejki (24.10) między Narva Trans a Paide Linnameeskond anulowano. Zwycięstwo przyznano Sillamäe, ponieważ Paide wystawiło nieuprawnionego zawodnika[6]. Mecz zakończył się wynikiem 0–0.

## Baraż o Meistriliiga
Kuressaare wygrał 4-2 dwumecz z Tamme Auto Kiviõli czwartą drużyną Esiliiga o miejsce w Meistriliiga na sezon 2011.
| 14 listopada 2010 | Tamme Auto Kiviõli                      | 2:1   | Kuressaare     |                                                         |
| 12:00             | Erik Šteinberg 58' · Dmitri Kirilov 79' | (0:1) | 14' Rene Aljas | Sportland Arena, Tallinn Widzów: 70 Sędzia: Mart Martin |

| 20 listopada 2010 | Kuressaare                                                | 3:0   | Tamme Auto Kiviõli |                                                        |
| 12:00             | Dmitri Skiperski 27' · Sander Viira 31' · Martti Pukk 36' | (3:0) |                    | Salme staadion, Salme Widzów: 32 Sędzia: Martin Salong |

## Najlepsi strzelcy
| Bramki | Strzelcy            | Drużyna         |
| ------ | ------------------- | --------------- |
| 24     | Sander Post         | Flora Tallinn   |
| 21     | Jüri Jevdokimov     | Nõmme Kalju     |
| 20     | Tarmo Neemelo       | Nõmme Kalju     |
| 16     | Vitali Leitan       | Levadia Tallinn |
| 14     | Deniss Malov        | Levadia Tallinn |
| 13     | Henri Anier         | Flora Tallinn   |
| 13     | Marius Bezykornovas | Narva Trans     |
| 12     | Konstantin Nahk     | Levadia Tallinn |
| 12     | Albert Prosa        | Tartu Tammeka   |

Źródło:

## Stadiony
| Flora Tallinn   |
| --------------- |
| A. Le Coq Arena |
|                 |

| Kohtla-Järve Lootus    |
| ---------------------- |
| Stadion Centrum Sportu |
|                        |

| Kuressaare               |
| ------------------------ |
| Kuressaare linnastaadion |
|                          |

| Narva Trans               |
| ------------------------- |
| Narva Kreenholmi staadion |
|                           |

| Nõmme Kalju   |
| ------------- |
| Hiiu staadion |
|               |

| Levadia Tallinn    |
| ------------------ |
| Maarjamäe staadion |
|                    |

| Paide Linnameeskond           |
| ----------------------------- |
| Stadion Paide Ühisgümnaasiumi |
|                               |

| Sillamäe Kalev         |
| ---------------------- |
| Stadion Sillamäe Kalev |
|                        |

| Tartu Tammeka  |
| -------------- |
| Tamme staadion |
|                |

| Tulevik Viljandi       |
| ---------------------- |
| Viljandi linnastaadion |
|                        |

Źródło: